# Allen Guevara
Allen Esteban Guevara Zúñiga (sinh ngày 16 tháng 4 năm 1989) là một cầu thủ bóng đá người Costa Rica, hiện tại thi đấu cho Alajuelense ở Primera División de Costa Rica ở vị trí tiền vệ chạy cánh. Từng thi đấu Giải vô địch bóng đá U-20 thế giới 2009, khi đội tuyển quốc gia U-20 Costa Rica đứng thứ 4 sau khi thất bại trước Hungary trong trận tranh hạng ba.